# Police internationale
Ne doit pas être confondu avec Interpol.
Pour plus de détails, voir Fiche technique et Distribution.
Police internationale (titre original : Interpol) est un film britannico-américain réalisé par John Gilling, sorti en 1957.

## Synopsis
Le policier Charles Sturgis est prêt à tout pour coincer Frank McNally, un trafiquant de drogues international. Pour le piéger, il se rapproche de Gina Broger, la complice du gangster, qui passe son temps à voyager entre l'Europe et les États-Unis. Lorsque celle-ci est arrêtée par Interpol, Sturgis lui demande de l'aider à attraper McNally...

## Fiche technique
- Titre original : Interpol
- Réalisation : John Gilling
- Scénario : John Paxton d'après une histoire d'A.J. Forrest
- Photographie : Ted Moore
- Montage : Richard Best
- Musique : Richard Rodney Bennett
- Costumes : Elsa Fennell
- Production : Irving Allen et Albert R. Broccoli
- Pays :  Royaume-Uni |  États-Unis
- Genre : Film policier
- Durée : 92 minutes
- Date de sortie :
  -  Royaume-Uni : 2 avril 1957 (Londres)
  -  France : 8 mai 1957
  -  États-Unis : 13 août 1957
- Affiche : Jean Mascii (France)

## Distribution
- Victor Mature (VF : Marc Valbel) : Charles Sturgis
- Anita Ekberg (VF : Claire Guibert) : Gina Broger
- Trevor Howard (VF : Pierre Gay) : Frank McNally
- Bonar Colleano (VF : Michel Roux) : Amalio
- Dorothy Alison : Helen
- André Morell (VF : Georges Hubert) : le commissaire Breckner
- Martin Benson (VF : Jean Clarieux) : le capitaine Varolli
- Eric Pohlmann (VF : Pierre Morin) : Etienne Fayala
- Peter Illing (VF : Raymond Rognoni) : le capitaine Baris
- Sydney Tafler (VF : Michel Gudin) : Curtis
- Lionel Murton (VF : André Valmy) : Murphy
- Danny Green (VF : Jean Clarieux) : le second barman
- Alec Mango : Salko
- Sidney James (VF : Robert Dalban) : Joe, le premier barman
- Marne Maitland (VF : Jacques Marin) : Guido Martinelli
- Betty McDowall (VF : Rolande Forest) : la jeune brune toxicomane
- Maurice Browning : l'intermédiaire
- Al Mulock (VF : Marc Cassot) : le policier interrogeant l'intermédiaire
- Alfred Burke (VF : Serge Lhorca) : Vincent Cashling
- Brian Nissen : Allison, l'expert de la Police scientifique
- Charles Lloyd Pack (VF : Maurice Porterat) : le touriste anglais au guichet du douanier portugais
- Van Boolen (VF : Jean Brunel) : le gérant de la boutique Casa das Mulas
- Richard Molinas (VF : Pierre Morin) : Borgese
- Cyril Shaps (VF : Jean-Henri Chambois) : le gardien de prison
- Harold Kasket (VF : Jean-François Laley) : Kalish, le policier d'Athènes
- Russell Waters (VF : Paul Bonifas) : le représentant de la compagnie maritime
- Paul Stassino : un inspecteur des douanes